# Coppell (Teksas)
Coppell – miasto w Stanach Zjednoczonych, w stanie Teksas, w hrabstwie Dallas.

## Demografia
Według przeprowadzonego przez United States Census Bureau spisu powszechnego w 2010 miasto liczyło 38 659 mieszkańców, co oznacza wzrost o 7,5% w porównaniu do roku 2000. Natomiast skład etniczny w mieście wyglądał następująco: Biali 73,8%, Afroamerykanie 4,5%, Azjaci 15,9%, pozostali 5,8%.